# アーチボルド・ケネディ (第3代エイルザ侯爵)

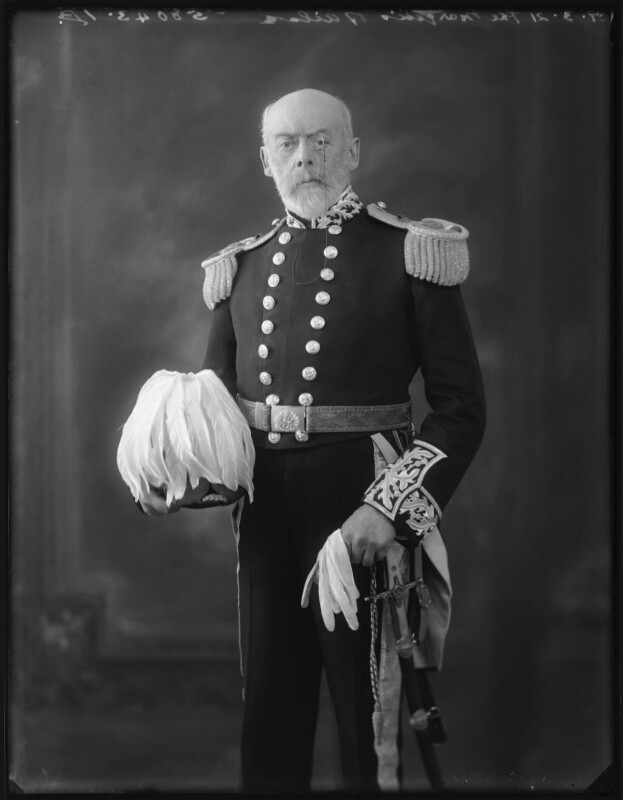
第3代エイルザ侯爵、1921年撮影。

第3代エイルザ侯爵アーチボルド・ケネディ（英語: Archibald Kennedy, 3rd Marquess of Ailsa、1847年9月1日 – 1938年4月9日）は、イギリスの貴族。1919年から1937年までエアシャー統監を務めた。

## 生涯

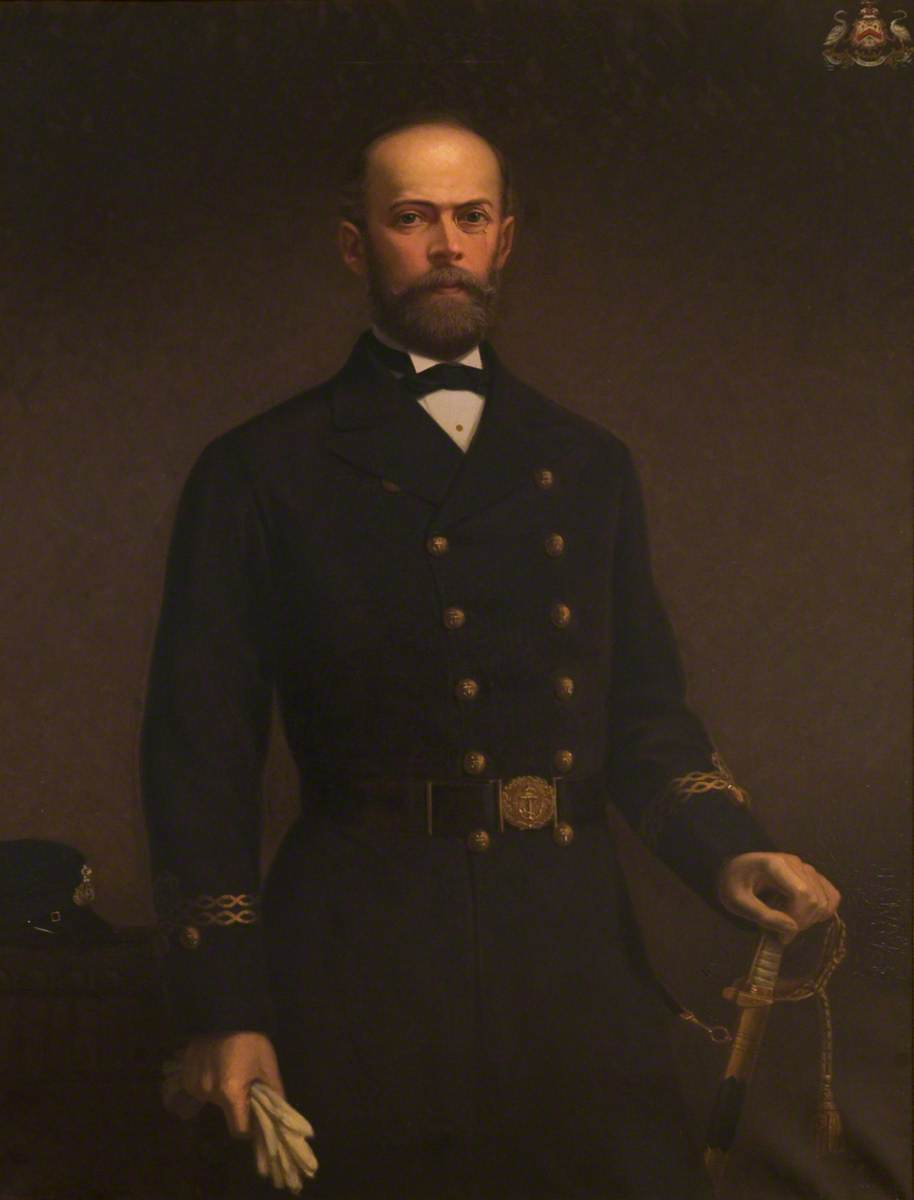
アンソニー・ケアリー・スタンナス（Anthony Carey Stannus）による肖像画、1875年。

第2代エイルザ侯爵アーチボルド・ケネディと妻ジュリア（Julia、旧姓ジェフソン（Jephson）、1899年1月11日没、初代準男爵サー・ラルフ・ジェフソンの次女）の長男として、1847年9月1日に生まれた。イートン・カレッジで教育を受けた。
1866年8月3日、Ensign and Lieutenantへの辞令を購入して、コールドストリームガーズに配属された。1870年3月16日、Lieutenant and Captain（大尉）への辞令を購入して昇進した。同年5月に軍務から引退した。
1868年12月8日にエアシャーの副統監に任命された後、1919年11月16日から1937年2月18日までエアシャー統監を務めた。
1870年3月20日に父が死去すると、エイルザ侯爵位を継承した。1883年時点でエアシャーに76,015エーカーの領地を所有し、合計で年収35,825ポンド相当だった。

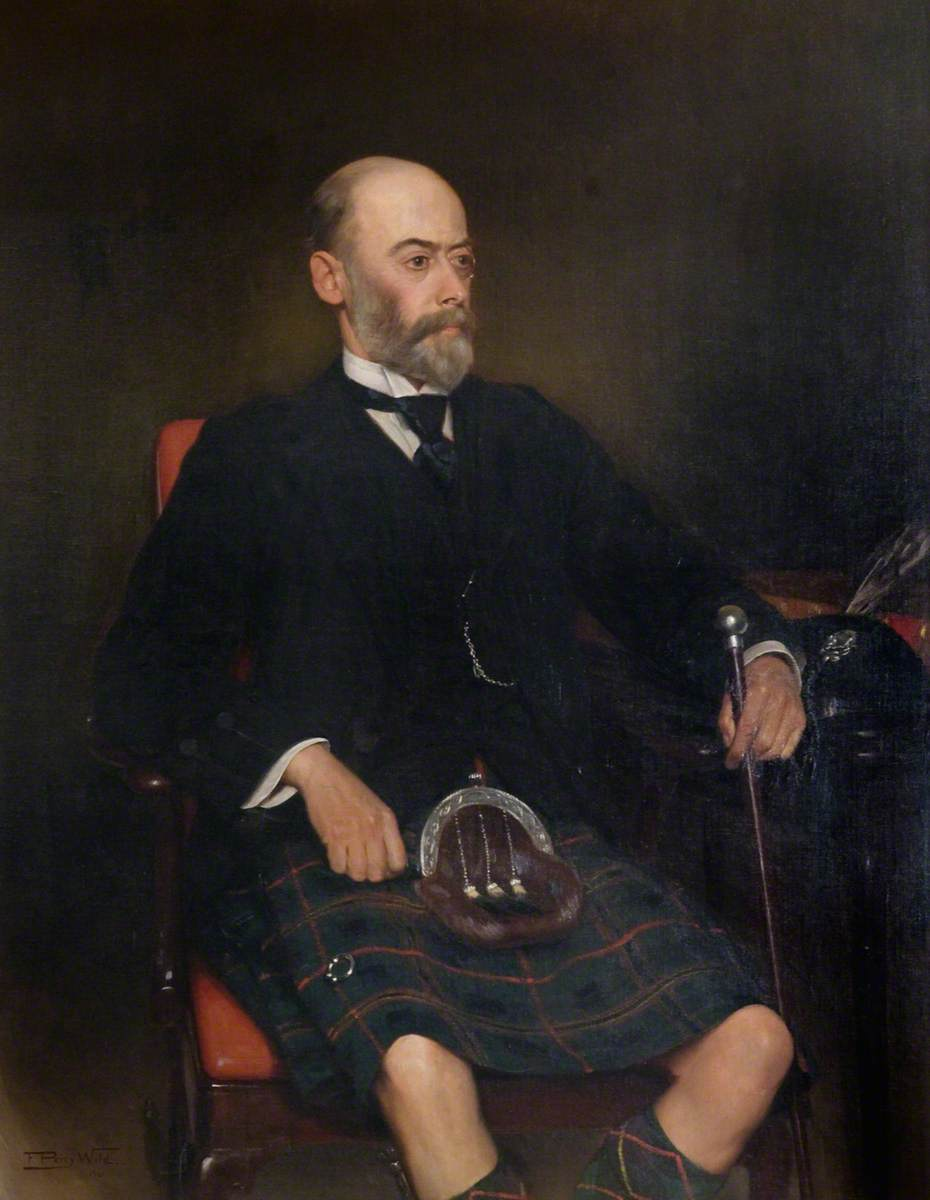
フランシス・パーシー・ワイルド（Francis Percy Wild）による肖像画、1901年。

1887年12月9日、Royal Naval Artillery VolunteersのLieutenant Commandingに任命された。1886年3月29日、Honoary Commanderに昇進した。1904年6月16日にRoyal Naval Volunteer Reserveの名誉司令官に任命され、1921年10月6日に名誉大佐に任命された。
1904年、グラスゴー大学よりLL.D.の名誉学位を授与された。
1938年4月9日に死去、1人目の妻との間の息子アーチボルドが爵位を継承した。

## 家族
1871年3月7日、エヴリン・ステュアート（Evelyn Stuart、1848年6月24日 – 1888年7月26日、第12代ブランタイヤ卿チャールズ・ステュアートの娘）と結婚、3男2女をもうけた。
- アーチボルド（1872年5月22日 – 1943年2月27日） - 第4代エイルザ侯爵[2][12]
- チャールズ（1875年4月10日 – 1956年6月1日） - 第5代エイルザ侯爵[12]
- エヴリン（1876年4月5日 – 1886年1月9日[1]）
- アリーン（Aline、1877年7月31日 – 1957年7月1日） - 1901年12月17日、第5代キルメイン男爵ジョン・エドワード・ディーン・ブラウン（英語版）と結婚、子供あり
- アンガス（1882年10月28日 – 1957年5月31日） - 第6代エイルザ侯爵[12]

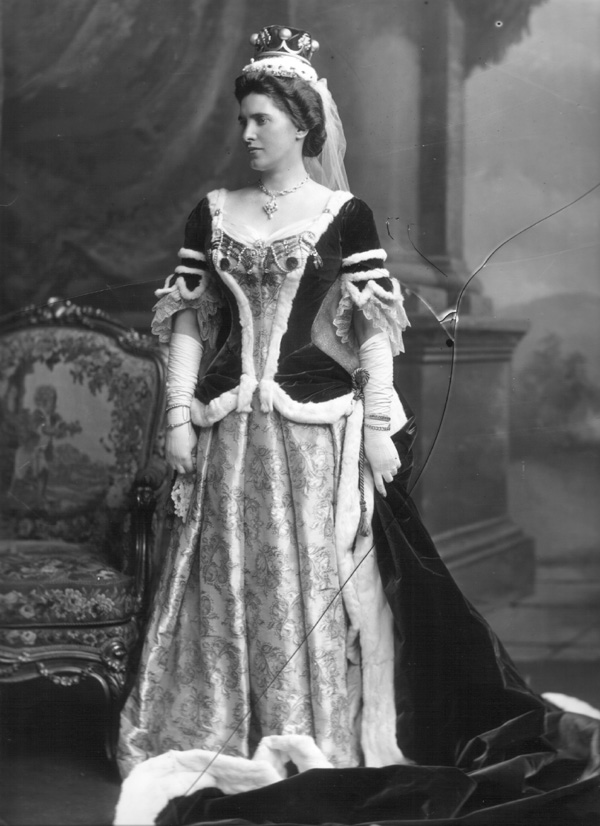
エイルザ侯爵夫人イザベラ、1902年8月11日撮影。

1891年11月3日、イザベラ・マクマスター（Isabella MacMaster、1945年12月9日没、ヒュー・マクマスターの娘）と再婚、1男1女をもうけた。
- ヒュー（1895年1月19日 – 1970年4月27日） - 1925年4月14日、キャサリン・ルイーザ・クレア・アザートン（Katharine Louisa Clare Atherton、1998年以降没、フランシス・ヘンリー・アザートンの末娘）と結婚、子供あり[1]
- マージョリー（Marjory、1898年9月4日 – ?） - 1921年4月21日、サー・ローレンス・ピアース・ブルック・メリアム（Sir Laurence Pierce Brooke Merriam、1966年7月27日没、チャールズ・ピアース・メリアムの息子）と結婚、子供あり[1]

## 関連図書
- Paul, James Balfour, Sir, ed. (1905). The Scots Peerage (英語). Vol. II. Edinburgh: David Douglas. pp. 501–502.